# Херон, Хьюберт
Джордж Хью́берт Хью Хе́рон (англ. George Hubert Hugh Heron; 30 января 1852 — 5 июня 1914) — английский футболист, нападающий. Выступал за клубы «Аксбридж», «Уиндзор Хоум Парк», «Свифтс» и «Уондерерс». Также провёл пять матчей за национальную сборную Англии.

## Клубная карьера
Уроженец Аксбриджа (восточный Лондон), Хьюберт закончил школу «Милл Хилл» и школу «Кранли». В феврале 1871 года стал одним из основателей футбольного клуба «Аксбридж». После этого был игроком и капитаном этого клуба до 1874 года.
В 1874 году перешёл в клуб «Уондерерс». Дебютировал за него 4 марта 1874 года в матче против футбольной команды Вестминстерской школы. В выпуске «Футбольного ежегодника» 1875 года он описывался как «фланговый игрок, полезный, временами блестящий; быстрый, с искусным дриблингом, иногда немного эгоистичный по стилю игры, но в последнее время сильно улучшился в этом отношении». В сезоне 1874/75 провёл за «Уондерерс» 10 матчей и забил 8 голов.
В сезоне 1875/76 помог команде дойти до финала Кубка Англии, где «Уондерерс» встретился с «Олд Итонианс». Матч завершился вничью со счётом 1:1, а в переигровке победу со счётом 3:0 одержал «Уондерерс». Херон помог команде забить второй и третий мячи, отдав две голевые передачи на Томаса Хьюза. Брат Хьюберта Фрэнсис также сыграл за «Уондерерс» в том матче (в том же году братья сыграли за сборную Англии). В следующий раз два родных брата вновь сыграли в финале Кубка Англии и за сборную Англии в течение одного года только через 120 лет, когда в матче между «Ливерпулем» и «Манчестер Юнайтед» на поле вышли братья Гари и Фил Невиллы.
В сезоне 1876/77 «Уондерерс» вновь дошёл до финала Кубка Англии, на этот раз встретившись в нём с клубом с «Оксфорд Юниверсити». Хьюберт забил гол в матче против «Кембридж Юниверсити» в полуфинале, гарантировавший команде выход в финал. В самом финале «Уондерерс» одержал победу со счётом 2:1 .
В сезоне 1877/78 Херон забил четыре гола в матче первого раунда Кубка Англии против «Пантерс» 7 ноября 1877 года. 23 марта 1878 года сыграл в третьем подряд финале Кубка Англии, в котором «Уондерерс» обыграл «Ройал Энджинирс» со счётом 3:1. Херон отдал в той игре голевую передачу на Джарвиса Кенрика. Финал Кубка Англии 1878 года стал последней игрой Хьюберта Херона в составе «Уондерерс».
Также он играл за клубы «Уиндзор Хоум Парк» и «Свифтс» и представлял футбольные команды Мидлсекса и Лондона.

## Карьера в сборной
8 марта 1873 года дебютировал за сборную Англии в матче против сборной Шотландии; англичане одержали в матче победу со счётом 4:2.
Всего провёл за сборную Англии 5 матчей.

#### Список матчей за сборную
| № | Дата         | Стадион                     | Соперник  | Результат | Турнир            |
| - | ------------ | --------------------------- | --------- | --------- | ----------------- |
| 1 | 8 марта 1873 | «Кеннингтон Оувал», Лондон  | Шотландия | 4:2       | Товарищеский матч |
| 2 | 7 марта 1874 | «Гамильтон Кресент», Глазго | Шотландия | 1:2       | Товарищеский матч |
| 3 | 6 марта 1875 | «Кеннингтон Оувал», Лондон  | Шотландия | 2:2       | Товарищеский матч |
| 4 | 4 марта 1877 | «Гамильтон Кресент», Глазго | Шотландия | 0:3       | Товарищеский матч |
| 5 | 2 марта 1878 | «Хэмпден Парк», Глазго      | Шотландия | 2:7       | Товарищеский матч |

Итого: 5 матчей / 0 голов; 1 победа, 1 ничья, 3 поражения.

## После завершения карьеры игрока
С 1873 по 1876 год работал в комитете Футбольной ассоциации. Также занимался торговлей вином в Борнмуте.

## Достижения
«Уондерерс»
- Обладатель Кубка Англии (3): 1876, 1877, 1878